# بلیز استار
بلیز استار (انگلیسی: Blaze Starr؛ ‏ ۱۰ آوریل ۱۹۳۲ – ۱۵ ژوئن ۲۰۱۵) استریپر، هنرمند رقص بورلسک شوگرل، مدل، بازیگر و گوهرشناس اهل ایالات متحده آمریکا بود.
از فیلم‌هایی که وی در آن‌ها نقش داشته‌است، می‌توان به بلیز اشاره نمود.